# Ouahigouya

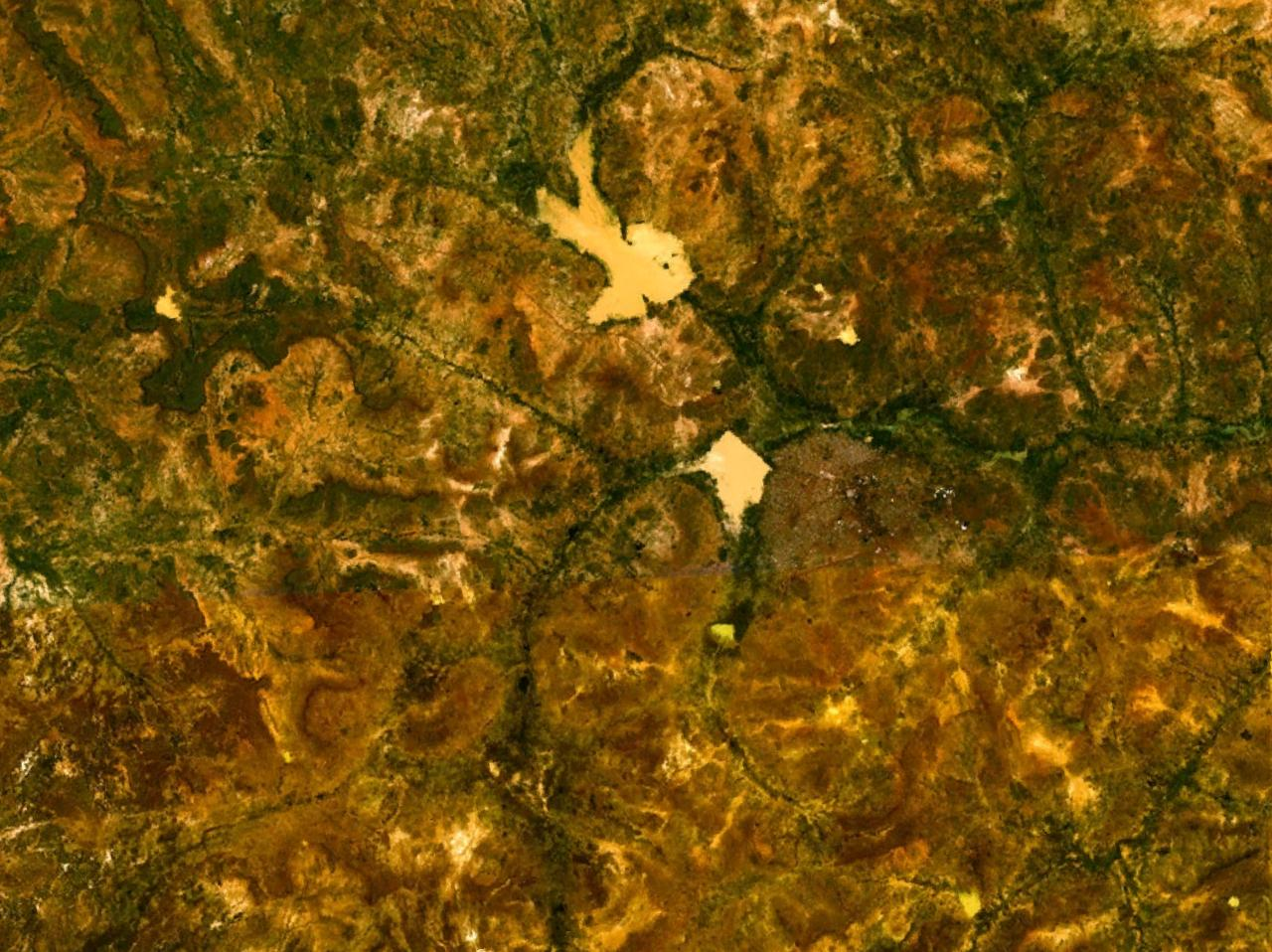
Satellietfoto Ouahigouya en omgeving

Ouahigouya is de belangrijkste stad in noordelijk Burkina Faso. De stad werd gesticht in 1757 als hoofdstad van Yatenga, maar werd vernietigd in 1825 en werd herhaaldelijk aangevallen in de jaren 1870 tot 1890, tot de Fransen het in 1896 herbouwden rond een fort.
Tijdens de Kerstoorlog van 1985 werd de markt van de stad gebombardeerd door Malinese strijdkrachten, waarbij bijna 100 mensen werden gedood.
Tot de bezienswaardigheden van Ouahigouya behoren het graf van Kaba Kango en een kunstmatig meer.
De stad is sinds 1958 de zetel van het rooms-katholieke bisdom Ouahigouya.

## Zustersteden
- Chambéry ( Frankrijk)
- Vence ( Frankrijk)

## Geboren
- Gérard Kango Ouédraogo (1925-2014), politicus en premier
- Madi Panandetiguiri (1984), voetballer
- Awa Bamogo (1999), wielrenner